# Ophiochalcis
Ophiochalcis är ett släkte av ormstjärnor. Ophiochalcis ingår i familjen fransormstjärnor.
Kladogram enligt Catalogue of Life:
| Ophiochalcis | \| \| Ophiochalcis aspera \| \| \| \| \| \| Ophiochalcis scabra \| \| \| \| |
|              | \| \| Ophiochalcis aspera \| \| \| \| \| \| Ophiochalcis scabra \| \| \| \| |
|              | Ophiochalcis aspera                                                         |
|              |                                                                             |
|              | Ophiochalcis scabra                                                         |
|              |                                                                             |